# Josef Šich
Josef Šich (* 30. listopadu 1942, Koválovice u Tištína) je český římskokatolický kněz, emeritní kanovník olomoucké kapituly, amatérský fotograf.
Po maturitě na jedenáctileté střední škole ve Zlíně odešel v roce 1960 studovat Cyrilometodějskou bohosloveckou fakultu v Litoměřicích, kde také 27. června 1965 přijal kněžské svěcení z rukou Františka Tomáška. Působil jako kaplan v Prostějově a Holešově a poté na kurii olomouckého arcibiskupství.
Dne 28. července 1995 jej papež Jan Pavel II. jmenoval kaplanem Jeho Svatosti. Později Šich pracoval jako prezident Arcidiecézní charity Olomouc (1. září 1997 – 30. června 2010), v letech 2007 až 2008 byl rovněž prezidentem Charity Česká republika.
V současnosti zastává funkci biskupského delegáta pro stálou formaci zasvěcených panen (od r. 2010) a od roku 2002 zastává post penitenciáře Metropolitní kapituly. Je členem pastorační rady a liturgické komise Arcibiskupství olomouckého.